# Kenneth Mackenzie (4e comte de Seaforth)
Kenneth Mackenzie, 4e comte de Seaforth, (baptisé le 8 décembre 1661 – janvier 1701), est un pair écossais et partisan jacobite, connu sous le nom de Lord Mackenzie de Kintail de sa naissance jusqu'en 1678.

## Biographie
Il est le fils aîné de Kenneth Mackenzie (3e comte de Seaforth), et de son épouse, Isabel. En 1686, il est admis au Conseil privé d’Écosse et est l'un des chevaliers fondateurs de l'Ordre du Chardon un an plus tard. En 1678, il hérite des titres de son père et, dix ans plus tard, à la suite de la Glorieuse Révolution, il suit le roi Jacques II en France puis en Irlande, où il est présent au siège de Derry. Pour son soutien au roi James détrôné en Irlande, il est créé en 1690 marquis de Seaforth (dans la pairie Jacobite, avec le titre subsidiaire de comte de Fortrose), et est envoyé à la tête d'un soulèvement en Écosse. Il est bientôt capturé et emprisonné. Il est libéré en 1697 et décède à Paris en janvier 1701.
Après la bataille de Killiecrankie et la mort de John Graham (1er vicomte de Dundee), James écrit le 30 novembre 1689 au château de Dublin au colonel Cannon et lui promet de lui envoyer Seaforth pour «diriger ses amis et ses disciples». Pendant quelque temps, le château de Brahan, qui lui appartenait, est mis en garnison par Hugh Mackay. Après que le général Thomas Buchan ait pris le commandement des forces jacobites, Seaforth est prêt à se joindre à lui avec un corps des clans du Nord, mais, en apprenant la défaite de Buchan à Cromdale le 1er mai 1690, il envoie deux de son clan pour organiser des discussions avec le gouvernement .
Il affirme qu'il a simplement pris les armes pour des raisons d'apparence et qu'il n'a jamais eu réellement l'intention de rejoindre Buchan. Il promet également de se comporter pacifiquement, mais Mackay répond qu'il ne se satisferait d'aucune autre sécurité que la livraison de sa personne. Il accepte alors de se livrer pour être assigné à résidence à Inverness, stipulant seulement qu'il devait être saisi à son siège avec une démonstration de force pour cacher sa soumission volontaire au clan. Il change cependant d'avis, plaidant que sa santé délicate ne lui permet pas d'être emprisonné. À la suite d'un mandat du conseil privé daté du 7 octobre 1690, il est amené à Édimbourg et emprisonné au château. Son parent George Mackenzie, vicomte Tarbat, premier comte de Cromarty, fait de vives protestations à Lord Melville contre cette incarcération, mais il est retenu prisonnier jusqu'au 7 janvier 1692, date à laquelle il est libéré à une quinzaine de kilomètres d'Édimbourg. Le 7 mai, il est appréhendé à Pencaitland et confiné au château d'Inverness. Il n'est finalement libéré que le 1er mars 1697. Par la suite, il se rend en France et meurt à Paris en janvier 1701 .

## Famille
Il épouse Frances Herbert (1659-1732), fille de William Herbert (1er marquis de Powis), en 1680. Ils ont quatre enfants:
- William Mackenzie (5e comte de Seaforth) (1681 - 8 janvier 1740), marié à Mary Kennet
- Mary Sempill (1685-1740), mariée en 1712, John Caryll, remariée en 1725 à Francis Sempill
- Alicia McDonald (1687-1740), mariée à John McDonald
- Alexander Mackenzie (1688-1740), épouse Elizabeth Bayne